# Pero pala
Pero pala är en fjärilsart som beskrevs av Paul Dognin 1896. Pero pala ingår i släktet Pero och familjen mätare. Inga underarter finns listade i Catalogue of Life.